# Anca (España)
Anca (llamada oficialmente San Pedro de Anca) es una parroquia española del municipio de Neda, en la provincia de La Coruña, Galicia.

## Entidades de población
Entidades de población que forman parte de la parroquia:
- A Fraguela
- A Granxa
- Bouzarredonda
- Camiño da Fervenza (A Fervenza)
- Candá
- Chisqueira (A Chisqueira)
- Cobeluda (A Coveluda)
- Corredoira (A Corredoira)
- Fontevella (A Fonte Vella)
- Foxos (Os Foxos)
- Galanos (Os Galanos)
- Liñares
- Lobeira (A Lobeira)
- O Leboreiro
- O Roxal
- Os Cobos (Os Covos)
- Os Torrentes
- Pedrós
- Riocobo (Riocovo)
- Salgueiras (As Salgueiras)
- Sandes
- Souto (O Souto)
- Torre (A Torre)
- Vila de Anca (A Vila de Anca)
- Vilar

## Demografía
| Gráfica de evolución demográfica de Anca entre 2000 y 2020 |
|                                                            |
| Datos según el nomenclátor publicado por el INE.           |